# Alexander Straub
Alexander Straub (* 14. Oktober 1983 in Geislingen an der Steige) ist ein deutscher Stabhochspringer.
Seinen ersten bedeutenden internationalen Erfolg feierte Straub mit dem Gewinn der Bronzemedaille bei den Halleneuropameisterschaften 2009 in Turin (5,76 m).
Zudem war er 2007 Studentenweltmeister.
2009 gewann er zudem erstmals den Deutschen Meistertitel der Aktiven, womit er sich gleichzeitig für die Weltmeisterschaften in Berlin qualifizierte. Bereits 2005 war Straub Deutscher Meister der U23-Junioren geworden.
Bei den Hallenweltmeisterschaften 2010 in Doha gewann er mit einer übersprungenen Höhe von 5,65 m die Bronzemedaille.
Seine Bestleistungen liegen bei 5,81 m im Freien sowie 5,80 m in der Halle. Straub startet für die LG Filstal.
Bei einer Körpergröße von 1,80 m wird sein Gewicht mit 73 kg angegeben. Straub ist als Student der Verfahrenstechnik an der Universität Stuttgart eingeschrieben.